# Parowóz systemu Meyera

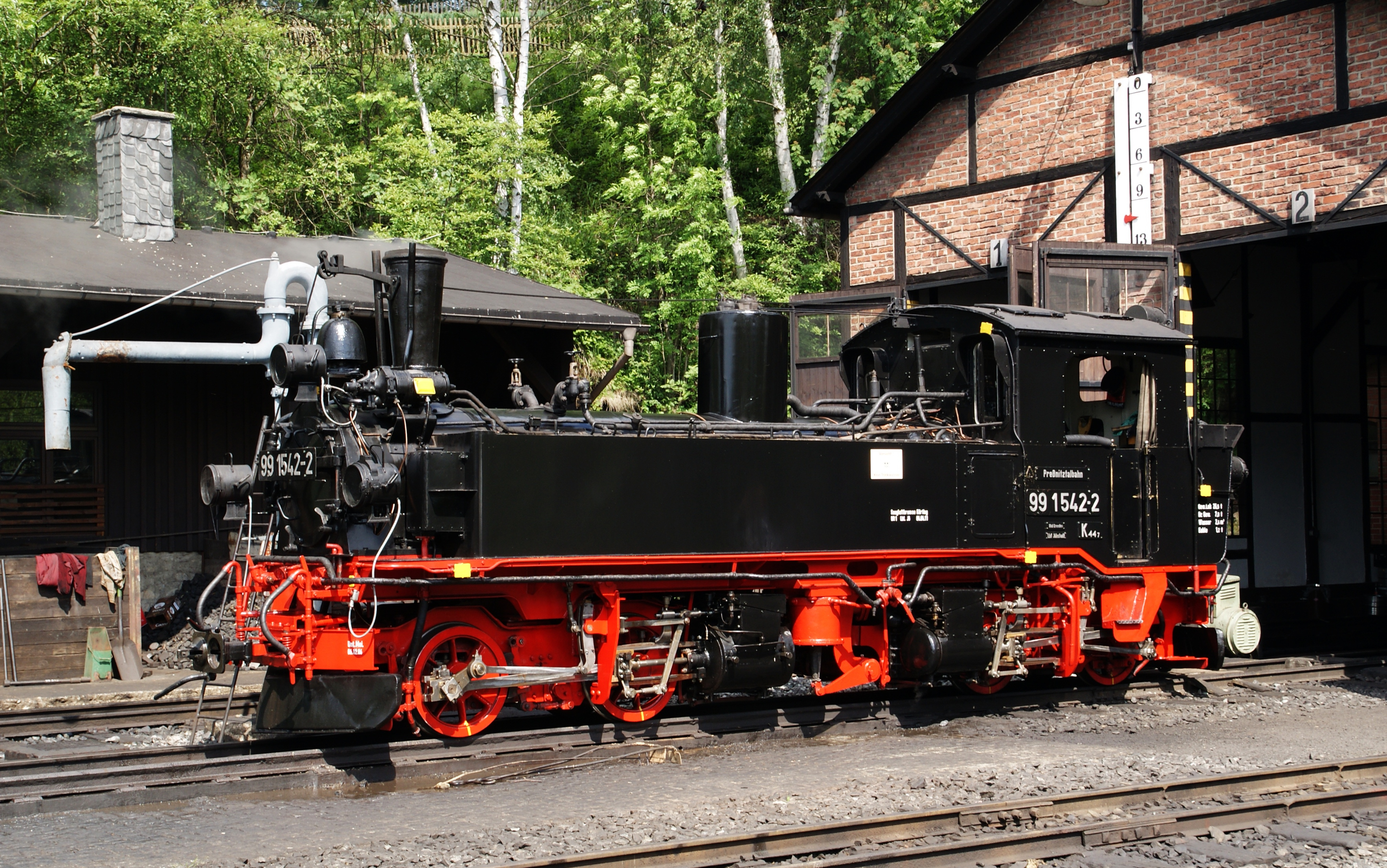
Parowóz saksoński IV K

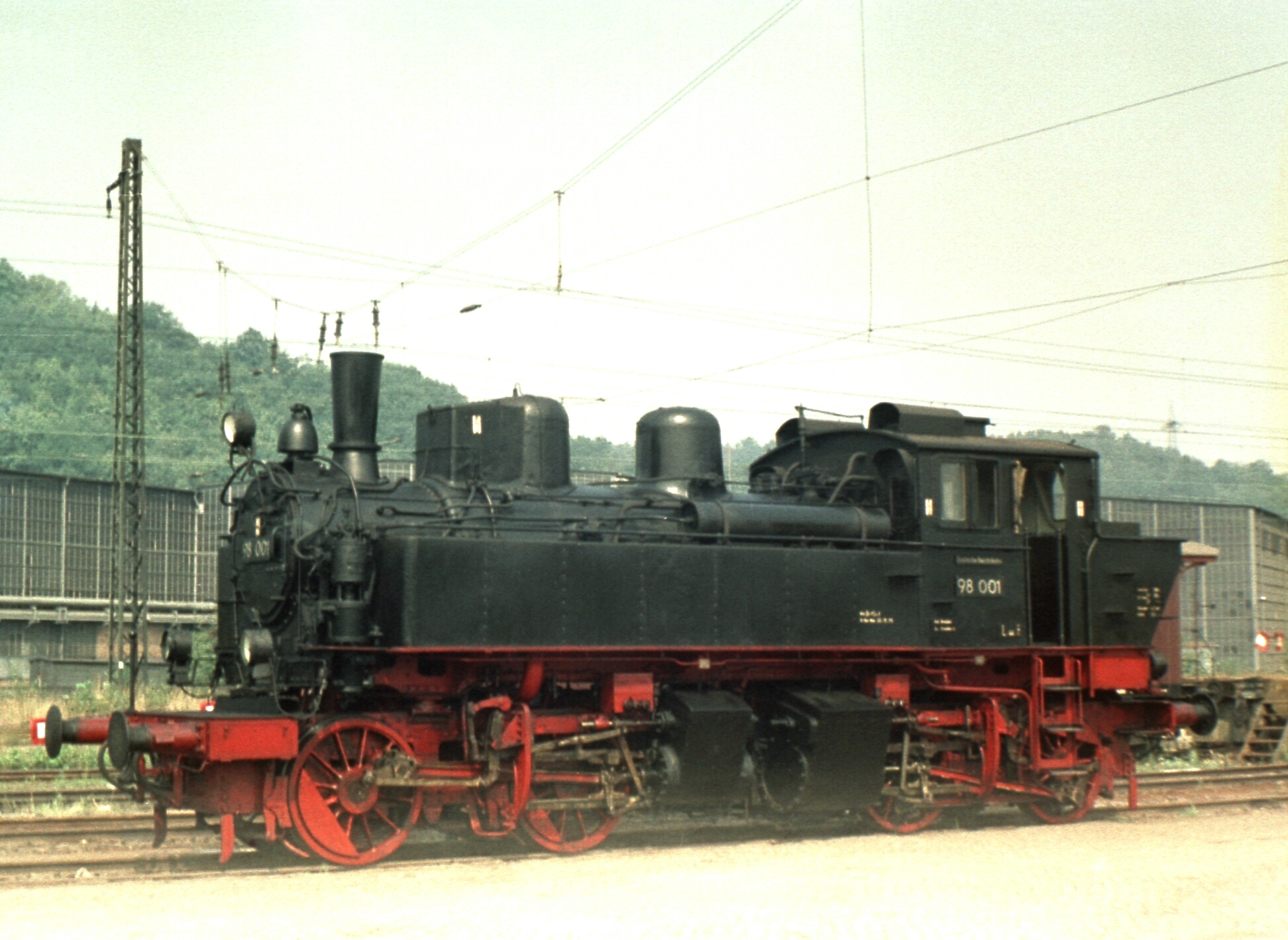
Parowóz saksoński I T

Parowóz Meyera – parowóz wieloczłonowy posiadający dwa zespoły napędne na osobnych wózkach. Cylindry silników obu wózków znajdują się obok siebie, napędzane są osie znajdujące się na końcu lokomotywy. Najwięcej tego typu parowozów eksploatowanych było w Niemczech.
Parowozy takie służyły także w Polsce, w tym:
- parowozy firmy Jung WKP21 i WKP22 Wyrzyskiej Kolei Powiatowej, później PKP Tx10-571 i Tx10-572[1]